# Trappistinnenkloster Sujong
Das Trappistinnenkloster Sujong ist seit 1987 ein südkoreanisches Kloster in Changwon, Bistum Masan.

## Geschichte
Das japanische Kloster Tenshien gründete 1987 in Masan (heute: Changwon) das Tochterkloster Unsere Liebe Frau (der Unbefleckten Empfängnis) von Sujong, das 1995 zur Priorei erhoben wurde.
Oberinnen und Priorinnen:
- Marie-Ange Nakamura (1987–1989)
- Veronica Watanabe (1989–1995)
- Juliana Tatara, *1945 in Japan (1995–2000; 2012–)
- Othiria Lim (2000–2002)
- Josepha Chang (2002–2010)
- Lydia Chang (2011–2012)